# Берёзовка (верхний приток Камы)
Берёзовка — река в России, протекает по Гайнскому району Пермского края. Устье реки находится в 1236 км по правому берегу реки Кама. Длина реки составляет 12 км.
Исток реки в лесах близ границы с Кировской областью в 10 км к юго-западу от посёлка Сёйва. Река течёт на северо-запад, перед впадением в Каму поворачивает на восток. Всё течение проходит по ненаселённому заболоченному лесу. Впадает в Каму в 6 км к юго-западу от посёлка Сёйва.

## Данные водного реестра
По данным государственного водного реестра России относится к Камскому бассейновому округу, водохозяйственный участок реки — Кама от истока до водомерного поста у села Бондюг, речной подбассейн реки — бассейны притоков Камы до впадения Белой. Речной бассейн реки — Кама.
Код объекта в государственном водном реестре — 10010100112111100001389.